# Парламент Тринидада и Тобаго
Парламент Тринидада и Тобаго (англ. Parliament of Trinidad and Tobago) — двухпалатный законодательный орган (парламент) Тринидада и Тобаго.

## Состав
В состав парламента входят президент Тринидада и Тобаго, Палата представителей, в которой 41 депутат избирается на пятилетний срок по одномандатным округам, и Сенат, в котором заседает 31 сенатор, который назначается президентом: 16 правительственных сенаторов, назначаемых по совету премьер-министра, 6 оппозиционных сенаторов, назначенных по рекомендации лидера оппозиции, и 9 независимых сенаторов, назначаемых президентом для представления других секторов гражданского общества.

## Участие в международных организациях
- Объединённая парламентская ассамблея ЕС-АКТ.
- Канадско-Карибская парламентская дружественная группа.
- Парламентская ассоциация Содружества наций.